# تاپمن (کالیفرنیا)
تاپمن (به انگلیسی: Tupman) یک منطقهٔ مسکونی در ایالات متحده آمریکا است که در شهرستان کرن، کالیفرنیا واقع شده‌است. تاپمن ۱٫۳۶۷ کیلومتر مربع مساحت و ۱۶۱ نفر جمعیت دارد و ۱۰۱ متر بالاتر از سطح دریا واقع شده‌است.